# Sur les quais
Pour la série télévisée, voir Plus belle la vie#SurLesQuais.
Pour plus de détails, voir Fiche technique et Distribution.
Sur les quais (On the Waterfront) est un film américain réalisé par Elia Kazan, sorti en 1954.
Le film traite de questions sociales et est basé sur une série d'articles de Malcolm Johnson (en) publiés dans le New York Sun à la suite d'une véritable rébellion ayant eu lieu dans les docks de New York quelques années plus tôt.
En 1989, On the Waterfront a été l'un des 25 premiers films à être considérés comme « culturellement, historiquement ou esthétiquement importants » par la Bibliothèque du Congrès et sélectionnés pour être conservés dans le Registre national des films des États-Unis,.

## Synopsis
Dans le port de New York, le syndicat des dockers (affilié à la puissante centrale AFL-CIO) est contrôlé par un gang  mafieux dirigé par Johnny Friendly secondé de Charley Malloy. Ce dernier n'est autre que le frère de Terry Malloy, un ancien boxeur, lui-même docker. Contrairement à ce que pourrait laisser croire son patronyme, Johnny Friendly est un homme brutal et impitoyable, même s'il semble montrer à l'occasion une certaine affection paternelle pour Terry.
Terry va se rendre à son insu complice du meurtre d'un docker qui refusait de se soumettre aux exigences du syndicat et voulait dénoncer leurs activités illégales. Il se lie peu après avec la belle Edie, sœur de la victime. En apprenant pour qui travaille Terry, Edie lui demande de l'aide pour exposer les faits et mettre fin à l'organisation syndicale. Peu à peu, Terry, de plus en plus amoureux d'Edie, commence à éprouver des sentiments mêlés à l'égard de Johnny Friendly et pense à témoigner contre lui. Charley ne pouvant se résigner à faire abattre son frère, comme le lui a ordonné Friendly, finit par être tué. Terry va alors témoigner devant la Commission contre la criminalité et ainsi contribuer à faire tomber l'organisation aux pratiques mafieuses. Après une confrontation héroïque et brutale entre Terry et Friendly, Terry parvient à regagner l'estime des dockers qui l'avaient traité pour un temps de « donneuse », lors d'une marche en forme de chemin de croix.

## Fiche technique
- Titre : Sur les quais
- Titre original : On the Waterfront / The Hook (titre provisoire).
- Réalisation : Elia Kazan, directeur de l'Actors Studio
- Scénario : Budd Schulberg, d'après les articles de Malcolm Johnson
- Production : Sam Spiegel
- Musique : Leonard Bernstein
- Photographie : Boris Kaufman
- Montage : Gene Milford
- Décors : Richard Day
- Costumes : Anna Hill Johnstone et Flo Transfield
- Distribution : Columbia
- Pays de production :  États-Unis
- Langue : anglais
- Tournage: en extérieur, docks de New York et du New Jersey
- Format : Noir et blanc - Mono (Western Electric Recording)
- Genre : Policier, Drame, Romance, Film noir
- Budget : 910 000 $
- Box-office : 9 600 000 $
- Durée : 103 minutes
- Dates de sortie :
  - États-Unis : 28 juillet 1954 (première mondiale à New York), 6 août 1954 (première à Los Angeles)
  - Italie : 3 septembre 1954 (Mostra de Venise)
  - Royaume-Uni : 9 septembre 1954
  - France : 14 janvier 1955
- Affiches : Cyril Arnstam, Boris Grinsson (France)

### Autres titres
- Nido de ratas (1954) (Argentine, Mexique, Venezuela)
- The Hook (titre provisoire) (États-Unis)
- Sindicato de Ladrões (1954) (Brésil)
- V prístavu (Tchécoslovaquie)
- Fronte del porto (Italie)

## Distribution
- Marlon Brando (VF : Pierre Trabaud) : Terry Malloy
- Karl Malden (VF : Jean Mauclair) : le père Barry (d'après l'action du père Corridan)
- Eva Marie Saint (VF : Arlette Thomas) : Edie Doyle
- Rod Steiger (VF : Michel Gudin) : Charley Malloy
- Lee J. Cobb (VF : Marcel Rainé) : Johnny Friendly
- Pat Henning (en) (VF : Lucien Bryonne) : Timothy J. "Kayo" Dugan
- Leif Erickson (VF : Claude Bertrand) : Glover
- James Westerfield : Big Mac
- John F. Hamilton (en) (VF : Paul Villé) : "Pop" Doyle
- Tony Galento (en) (VF : Jean Clarieux) : Truck
- Rudy Bond : Moose
- John Heldabrand : Mutt
- Tami Mauriello (en) : Tullio
- Abe Simon (en) : Barney
- Don Blackman : Luke
- Arthur Keegan : Jimmy
- Fred Gwynne (non crédité)
- Katherine MacGregor (non créditée)
- Pat Hingle : Jocko (non crédité)
- Martin Balsam : Gillette (non crédité)
- Nehemiah Persoff : un chauffeur de taxi (non crédité)
- Thomas Handley (VF : Raymond Loyer) : Tommy Collins (non crédité)

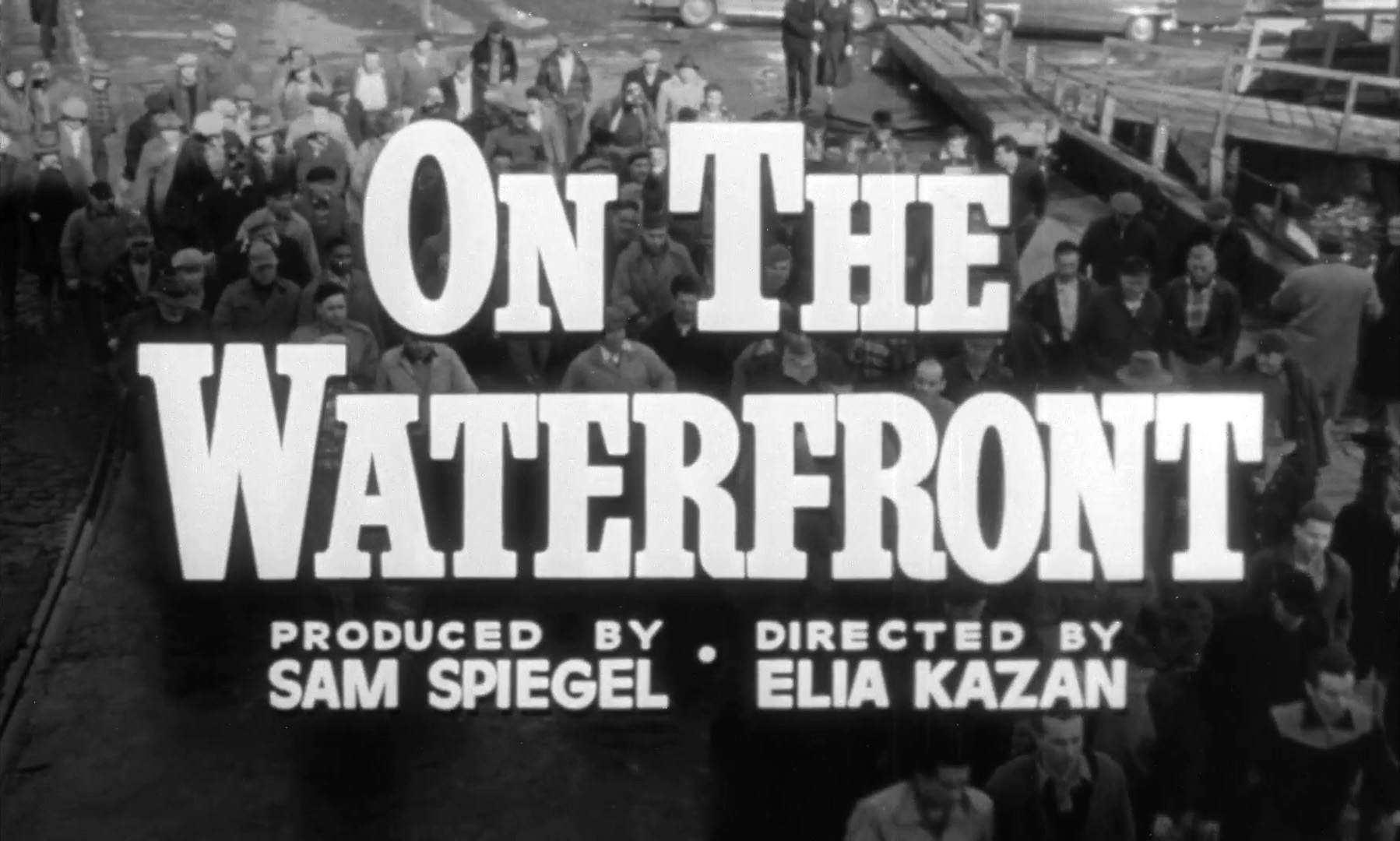
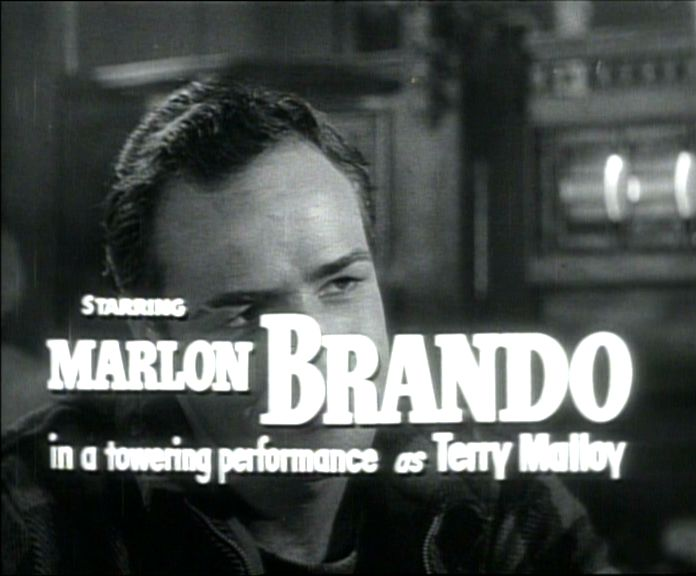
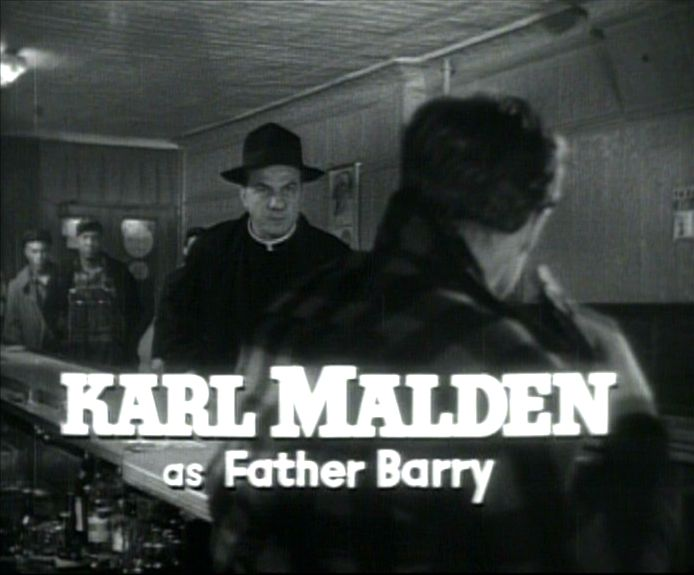
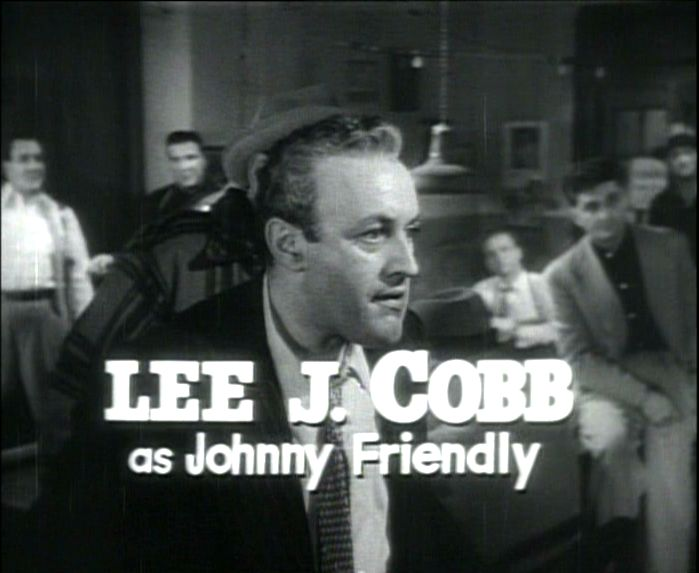
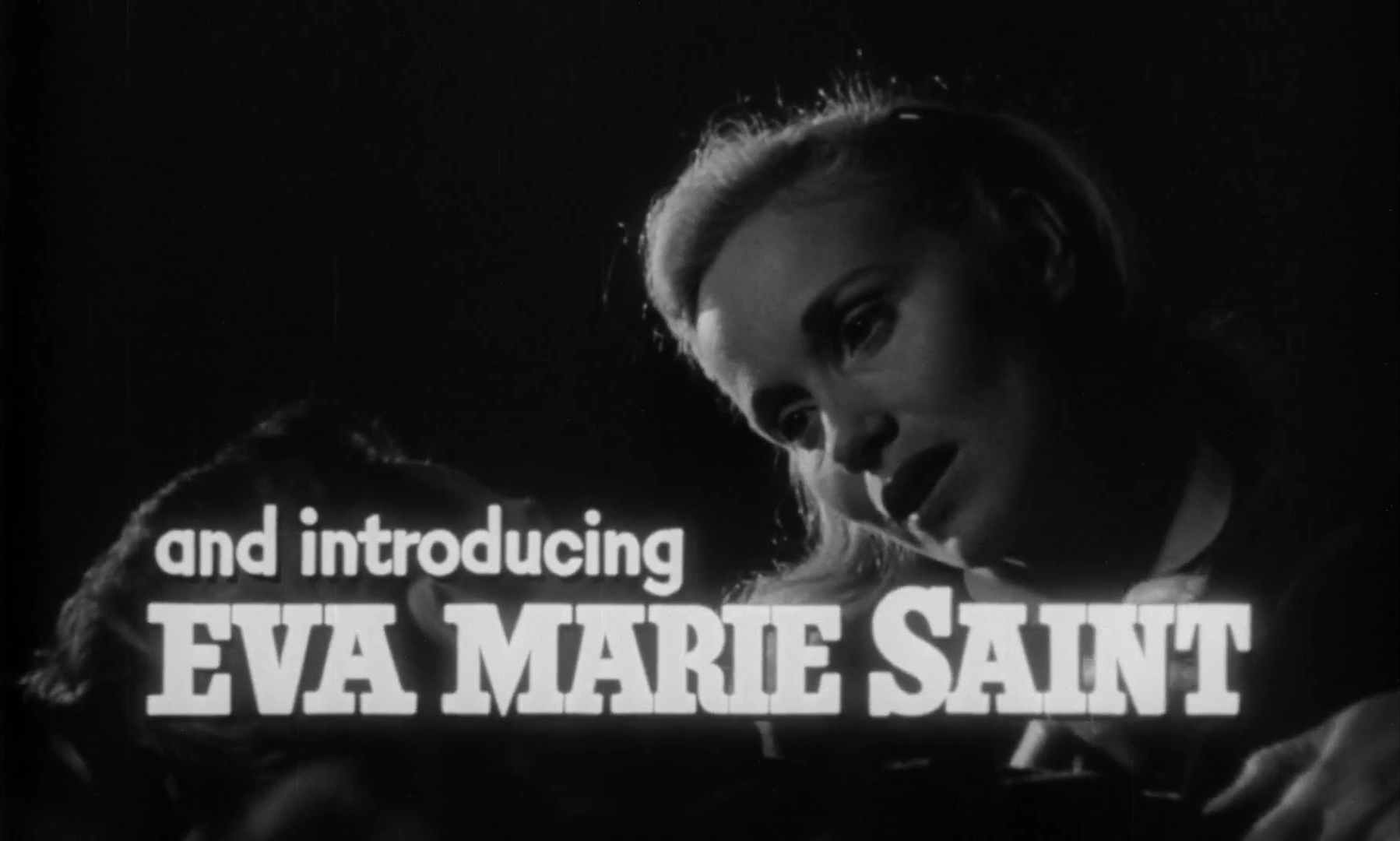
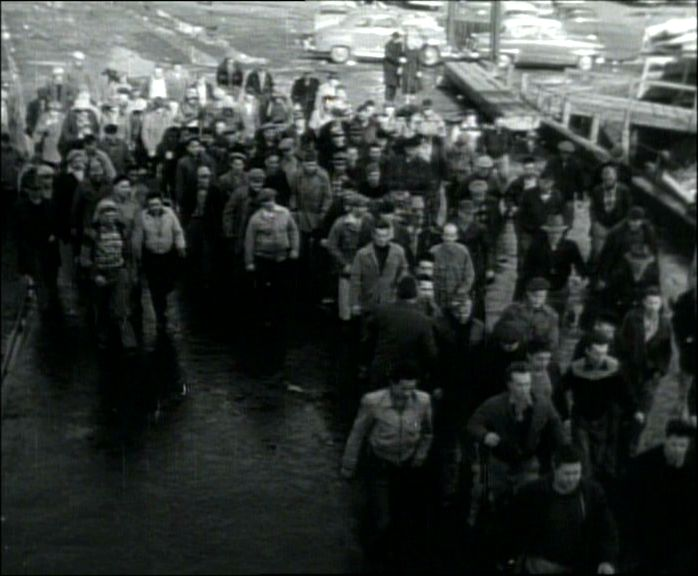
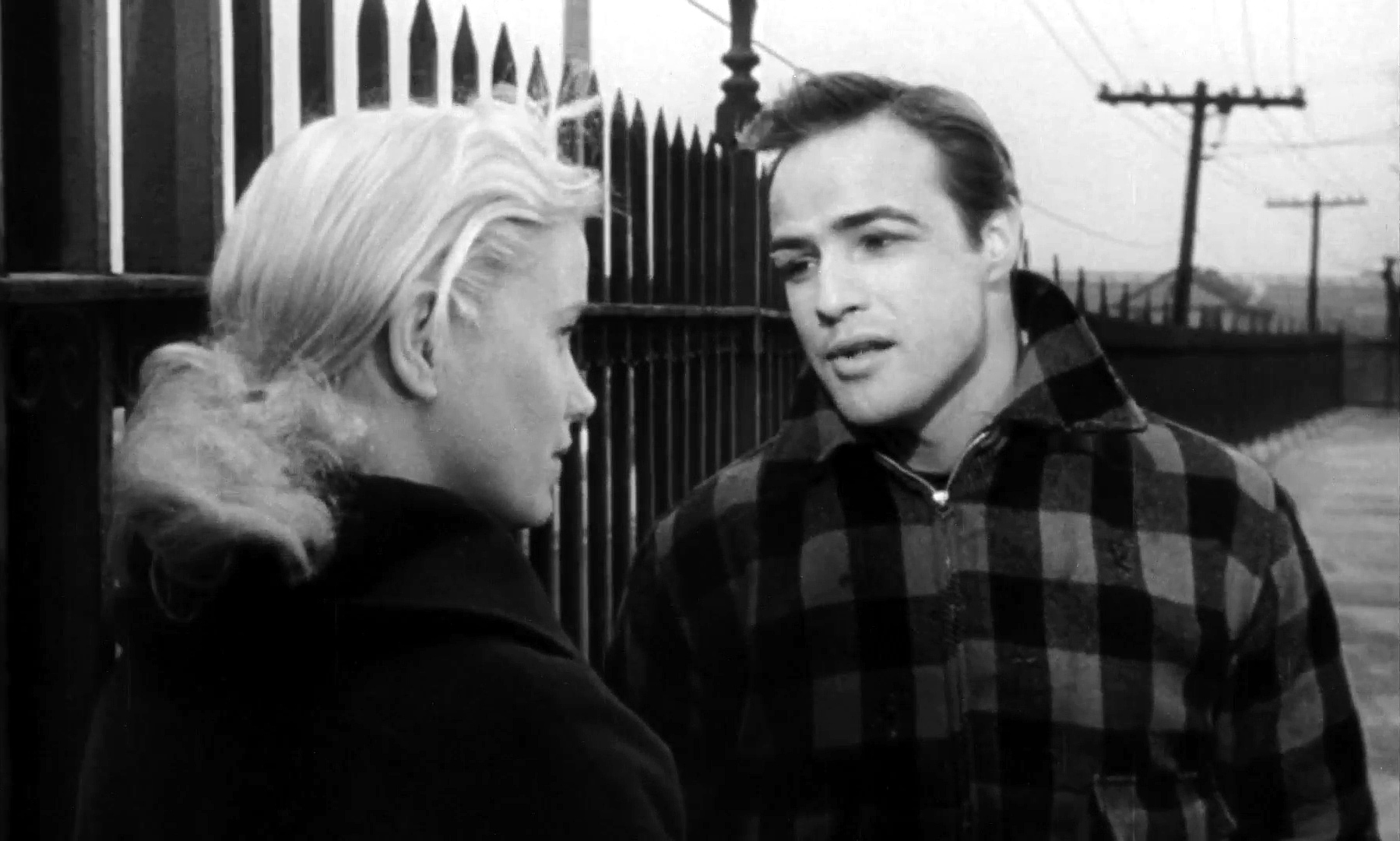
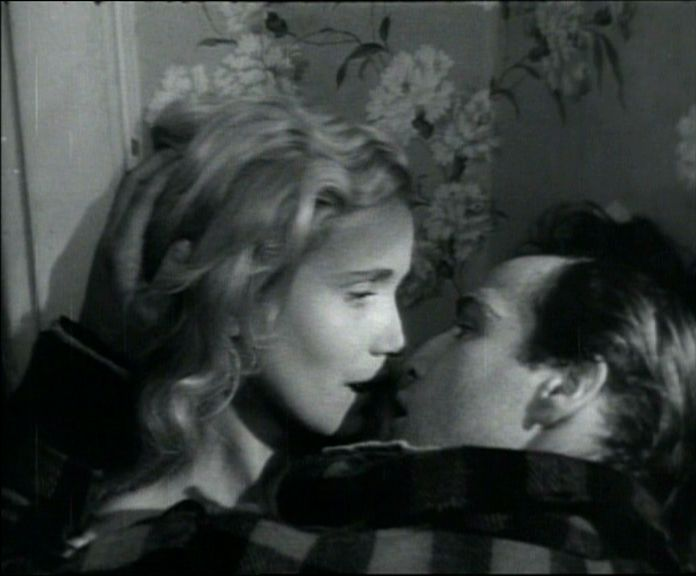

## Distinctions
Le film a remporté 8 oscars en 1955.
- Oscar du meilleur film
- Oscar du meilleur acteur pour Marlon Brando
- Oscar de la meilleure actrice dans un second rôle pour Eva Marie Saint
- Oscar de la meilleure direction artistique pour Richard Day
- Oscar de la meilleure photographie pour Boris Kaufman
- Oscar du meilleur réalisateur pour Elia Kazan
- Oscar du meilleur montage pour Gene Milford
- Oscar du meilleur scénario original pour Budd Schulberg

Le film a également reçu le Lion d'Argent de Saint-Marc au Festival de Venise.

## Autour du film
- Marlon Brando avait déjà  collaboré avec Elia Kazan dans :
  - Un tramway nommé Désir où il tenait le rôle principal, celui de Stanley Kowalski
  - Viva Zapata ! (sur un scénario de John Steinbeck[4]) en 1952
  - à l'Actors Studio (fondé par Kazan et Lee Strasberg) : voir l'Actors Studio (série télévisée) (en) de 1948.
- Karl Malden et Kazan étaient très liés par l'intermédiaire du théâtre : ils avaient travaillé ensemble dans le Group Theater à la fin des années 1930. Comme Brando, Malden a joué au théâtre et au cinéma dans Un tramway nommé Désir. Il tournera une nouvelle fois pour Kazan en 1956 dans La Poupée de chair. Les acteurs seront encore réunis dans La Vengeance aux deux visages.
- Eva Marie Saint tient ici son premier rôle au cinéma. Jusqu'alors, elle s'était contentée de petits rôles au théâtre ou à la télévision. Elle obtient l'Oscar de la meilleure actrice dans un second rôle pour le film et par la suite tournera avec de grands réalisateurs comme :
  - Alfred Hitchcock : La Mort aux trousses,
  - Otto Preminger : Exodus,
  - John Frankenheimer : Grand Prix.
- Parmi les musiques de film de Leonard Bernstein, On the Waterfront est la seule qu'il n'ait pas composée à l'origine pour une comédie musicale. Il en tirera une suite symphonique en 1955. Il gagnera d'autres Oscars avec Un jour à New York et West Side Story en 1961.
- Tourné en plein maccarthysme, le film ne fut pas apprécié par certains, qui y voyaient une agression contre les syndicats.
- Sur les quais est aussi le seul film dans lequel on peut voir le paquebot italien Andrea Doria, un navire qui coula en 1956 en plein océan Atlantique.
- Quelques jours avant le tournage, Marlon Brando fut préféré à Frank Sinatra, qui avait pourtant donné son accord, pour interpréter le rôle de Terry Malloy. Mais Brando a commencé par refuser le rôle et lorsqu'il a été question que Paul Newman joue à sa place, il a pris contact avec Kazan pour dire qu'il acceptait.
- Martin Scorsese, grand admirateur du film, reprend la réplique : « I coulda been a contender! » de Marlon Brando à la fin de Raging Bull (1980). C'est Robert De Niro incarnant Jake LaMotta qui prononce la réplique.
- Dans le clip You Rock My World (2001) de Michael Jackson, l'établissement de nuit dans lequel se déroule l'histoire, et qui a comme patron Marlon Brando, se nomme le Waterfront Hotel en référence au titre du film (On the Waterfront en version originale).